# Jon Welsh

a Compétitions nationales et continentales officielles uniquement.

b Matchs officiels uniquement.
Dernière mise à jour le 8 février 2025.
Jon S. Welsh, né le 13 octobre 1986 à Glasgow (Écosse), est un joueur de international écossais de rugby à XV jouant au poste de pilier droit.

## Biographie
Jon Welsh commence le rugby dans le club amateur de Whitecraigs RFC puis au Glasgow Hutchesons Aloysians RFC avant de s'engager avec les Glasgow Warriors en 2008. Lors de l'exercice 2011-2012, il accomplit une saison de haut-niveau qui lui vaut comme récompense sa sélection dans l'équipe-type de l'année de Celtic League, aux côtés de ses compagnons de club Tom Ryder (seconde ligne) et Duncan Weir (demi d'ouverture). Édimbourg place aussi deux joueurs dans ce XV : Tim Visser (aile) et David Denton (flanker).
International Écosse A et universitaire, il est appelé en janvier 2011 au sein du XV du chardon pour disputer le Tournoi des six nations 2011 mais ne joue aucun match.
Il a obtenu sa première cape internationale le 17 mars 2012 à l’occasion d’un match contre l'équipe d'Italie à Rome (Italie).

## Statistiques en équipe nationale
- 12 sélections (4 fois titulaire, 8 fois remplaçant)
- 5 points (1 essai)
- Sélections par année : 1 en 2012, 1 en 2013, 1 en 2014, 8 en 2015, 1 en 2018
- Tournois des Six Nations disputés : 2012, 2015, 2018

En Coupe du monde :
- 2015 : 4 sélections (Japon, États-Unis, Afrique du Sud, Australie)